# Ronja Rövardotter (TV-serie, 2024)
Ronja Rövardotter är en svensk TV-serie på tolv avsnitt fördelade på två säsonger som bygger på Astrid Lindgrens bok Ronja rövardotter. Lisa James Larsson regisserade den första säsongen på ett manus av Hans Rosenfeldt. Seriens producenter är Bonnie Skoog Feeney och Mattias Arehn. Kerstin Linden spelar titelrollen som Ronja.
Första säsongen, bestående av sex avsnitt, hade premiär på Netflix den 28 mars 2024. Säsong två hade premiär den 24 oktober samma år.

## Handling
Serien följer Ronja Rövardotter, en ung flicka som föds in i ett gäng rövare som bor i en borg, och hennes äventyr. När Ronja växer upp upptäcker hon att den omgivande skogen kan vara magisk, och ibland farlig. När Ronja träffar den unge pojken Birk från ett rivaliserande gäng, är det början på en mörk familjefejd och en förbjuden vänskap, samtidigt som en ökänd fogde anländer för att rensa skogen på rövare en gång för alla.

## Rollista
- Kerstin Linden – Ronja Rövardotter
- Jack Bergenholtz Henriksson – Birk Borkason
- Christopher Wagelin – Mattis
- Krista Kosonen – Lovis
- Sverrir Gudnason – Borka
- Maria Nohra – Undis
- Pernilla August – borgmästaren Valdir
- Vera Vitali – fogden Cappa
- Agnes Rase - Smavis[8]
- Peter Viitanen - Halvert[8]
- Johan Ulveson – Skalle-Per
- Per Lasson – Sturkas
- Mattias Silvell – Joen
- David Wiberg – Jutis
- Lancelot Ncube – Tjegge
- Omid Khansari – Fjosok
- Björn Elgerd – Tjorm
- Nils Kärnekull – Lill-Klippen
- Linus Eklund Adolphson – Pelje
- Isa Aouifia – Turre
- John Alexander Eriksson – Knotas
- Kim Kold – Labbas
- Logi Tulinius – Ulv
- Joakim Nätterqvist – Dockas
- Fredrik Alfredsson – Björn[9]

## Produktion

### Rollsättning
Maggie Widstrand ansvarade för rollsättningen barnskådespelarna i serien medan Tusse Lande rollsatte de vuxna skådespelarna. Hösten 2021 besökte produktionsteamet och Widstrand flera orter i Sverige, däribland Vimmerby, Linköping, Umeå, Gävle och Falun, för att leta efter barnskådespelare till de båda huvudrollerna.
Till rollsättningen för rollen som Ronja inkom 4000 provspelningar och till slut föll valet på 13-åriga Kerstin Linden som tidigare spelat Lill-Märta i Utvandrarna och fattigflickan Hilda i Kronprinsen som försvann.

### Inspelning
Serien produceras av Filmlance International för Viaplay Group i samproduktion med Film i Väst. Inspelningen sker runt om i Sverige, bland annat i Bohus fästning i Kungälv, Borggården och de underjordiska gångarna i centrala Göteborg, i Sveafallen och Ugglehöjdens naturreservat utanför Degerfors, i Åre, i skogarna norr om Falun, i Örebro och i skogarna i Litauen.

## Distribution
Det var från början tänkt att serien skulle visas på Viaplay men i november 2023 meddelande Viaplay Group att serien skjutits upp på obestämd tid på grund av ekonomiska besvär. Senare såldes serien till Netflix som släppte serien 28 mars 2024. Serien släpptes samtidigt på Netflix i Norden, Storbritannien, Frankrike, Spanien, Nederländerna och Central- och Östeuropa samt några andra länder i Europa. I Tyskland kommer serien att visas på ARD. Den 24 december 2024 släpptes serien på SVT Play.
I februari 2023 släpptes en första teaser och i februari 2024 släppte Netflix en andra teaser. 12 mars 2024 släpptes en trailer för den första säsongen.